# مشاركات الأندية الفلسطينية في البطولات القارية و العربية
تعرض القائمة المشاركات الفلسطينية في البطولات القارية و العربية منذ المشاركة الأولى لهلال القدس في بطولة الأندية العربية لأبطال الدوري 1986.

## أفضل المشاركات
| النادي       | كأس العرب للأندية الأبطال | كأس الاتحاد الآسيوي | كأس رئيس الاتحاد الآسيوي |
| ------------ | ------------------------- | ------------------- | ------------------------ |
| شباب رفح     | نصف النهائي               | –                   | –                        |
| شباب الأمعري | دور المجموعات             | –                   | الوصيف                   |

## المشاركات

### كأس العرب للأندية الأبطال
| 1986           | 1987           | 1988           | 1989           |
| -------------- | -------------- | -------------- | -------------- |
| هلال القدس     | فلسطين         | فلسطين         | حيفا           |
| الدور التمهيدي | دور المجموعات  | الدور التمهيدي | الدور التمهيدي |
| 1992           | 1993           | 1994           | 1995           |
| هلال القدس     | هلال القدس     | شباب رفح       | جبل المكبر     |
| دور المجموعات  | دور المجموعات  | دور المجموعات  | دور المجموعات  |
| 1996           | 1997           | 1999           | 2001           |
| شباب رفح       | شباب الأمعري   | خدمات رفح      | هلال القدس     |
| نصف النهائي    | دور المجموعات  | دور المجموعات  | دور المجموعات  |
| 2002           | 2003           | 2004           | 2005           |
| الأقصى         | الأقصى         | الأقصى         | الأقصى         |
| انسحب          | الدور التمهيدي | الدور التمهيدي | الدور التمهيدي |
| 2006           | 2007           | 2008           | 2009           |
| شباب رفح       | مركز طولكرم    | شباب رفح       | ترجي واد النيص |
| الدور الأول    | الدور الأول    | انسحب          | الدور الأول    |
| 2013           | 2017           | 2020           |                |
| شباب الظاهرية  | شباب الخليل    | هلال القدس     |                |
| الدور الثاني   | الدور التمهيدي | الدور الأول    |                |

### كأس الاتحاد الآسيوي
| 2016          | 2016          | 2017            | 2018            |
| ------------- | ------------- | --------------- | --------------- |
| شباب الظاهرية | أهلي الخليل   | شباب الخليل     | هلال القدس      |
| دور المجموعات | دور المجموعات | الأدوار الفاصلة | الأدوار الفاصلة |
| 2019          | 2020          | 2021            | 2021            |
| هلال القدس    | هلال القدس    | مركز بلاطة      | شباب الأمعري    |
| دور المجموعات | ألغيت         | لم يحدد بعد     | لم يحدد بعد     |

### كأس رئيس الاتحاد الآسيوي
| 2011          | 2012         | 2013          |
| ------------- | ------------ | ------------- |
| جبل المكبر    | شباب الأمعري | هلال القدس    |
| دور المجموعات | الوصيف       | دور المجموعات |